# Equador nos Jogos Olímpicos de Inverno de 2022
Equador participou dos Jogos Olímpicos de Inverno de 2022, realizados em Pequim, na China. 
Foi a segunda aparição do país em Olimpíadas de Inverno. Foi representado unicamente pela primeira mulher em Jogos de Inverno do país: Sarah Escobar, no esqui alpino.

## Competidores
Esta foi a participação por modalidade nesta edição:
| Esporte      | Masculino | Feminino | Total |
| ------------ | --------- | -------- | ----- |
| Esqui alpino | 0         | 1        | 1     |
| Total        | 0         | 1        | 1     |

## Desempenho

### Esqui alpino
Feminino
| Atleta        | Evento         | Descida 1 | Pos. | Descida 2 | Pos. | Total       | Pos.        | Ref.  |
| ------------- | -------------- | --------- | ---- | --------- | ---- | ----------- | ----------- | ----- |
| Sarah Escobar | Slalom gigante | 1:21.26   | 60   | DNF       | DNF  | Não avançou | Não avançou | [ 5 ] |

Legenda
| Recorde mundial      | Recorde mundial (World record)               |                       | Recorde africano                      | Recorde africano (African) |                                           | Q | Classificado por posição (Qualified) |
| Recorde olímpico     | Recorde olímpico (Olympic record)            | Recorde da América    | Recorde da América (Americas)         | q                          | Classificado por melhor tempo (Qualified) |   |                                      |
| Melhor marca do ano  | Melhor marca do ano (World leading)          | Recorde asiático      | Recorde asiático (Asian)              | DNS                        | Não largou (Did not start)                |   |                                      |
| Recorde nacional     | Recorde nacional (National record)           | Recorde europeu       | Recorde europeu (European)            | DNF                        | Não terminou (Did not finish)             |   |                                      |
| Recorde pessoal      | Recorde pessoal do atleta (Personal best)    | Recorde da Oceania    | Recorde da Oceania (Oceania)          | DSQ / DQ                   | Desclassificado (Disqualified)            |   |                                      |
| Recorde da temporada | Recorde da temporada do atleta (Season best) | Recorde sul-americano | Recorde sul-americano (South America) | NM                         | Sem marca (No mark)                       |   |                                      |